# Heimeranstraße 6 (München)

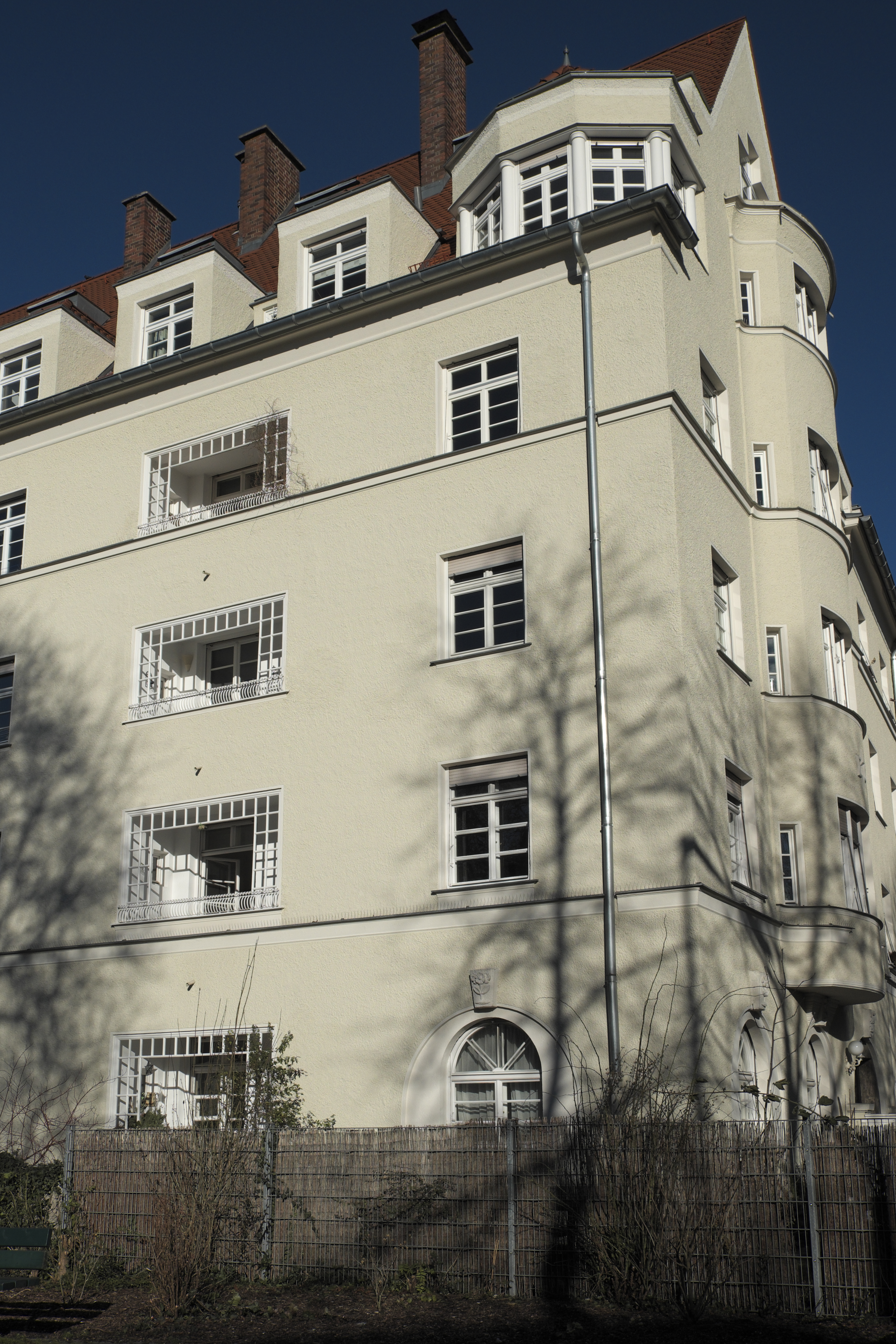
Haus Heimeranstraße 6 in München-Schwanthalerhöhe

Das Haus Heimeranstraße 6 ist ein denkmalgeschütztes Mietshaus im Münchner Stadtteil Schwanthalerhöhe.
Der historisierende Eckbau mit Erker wurde 1926 nach Plänen des Architekten Franz Deininger errichtet.

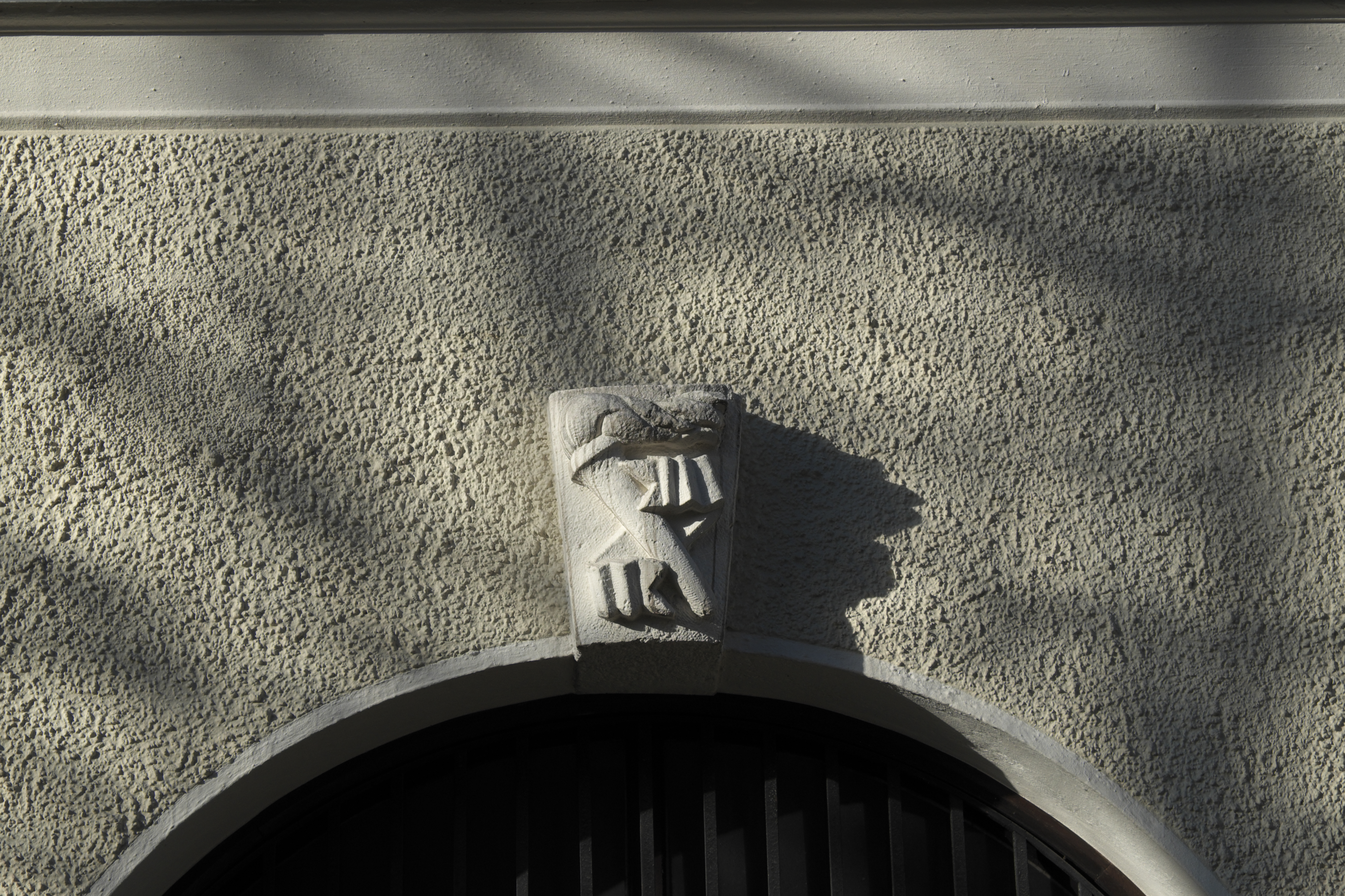
Agraffe
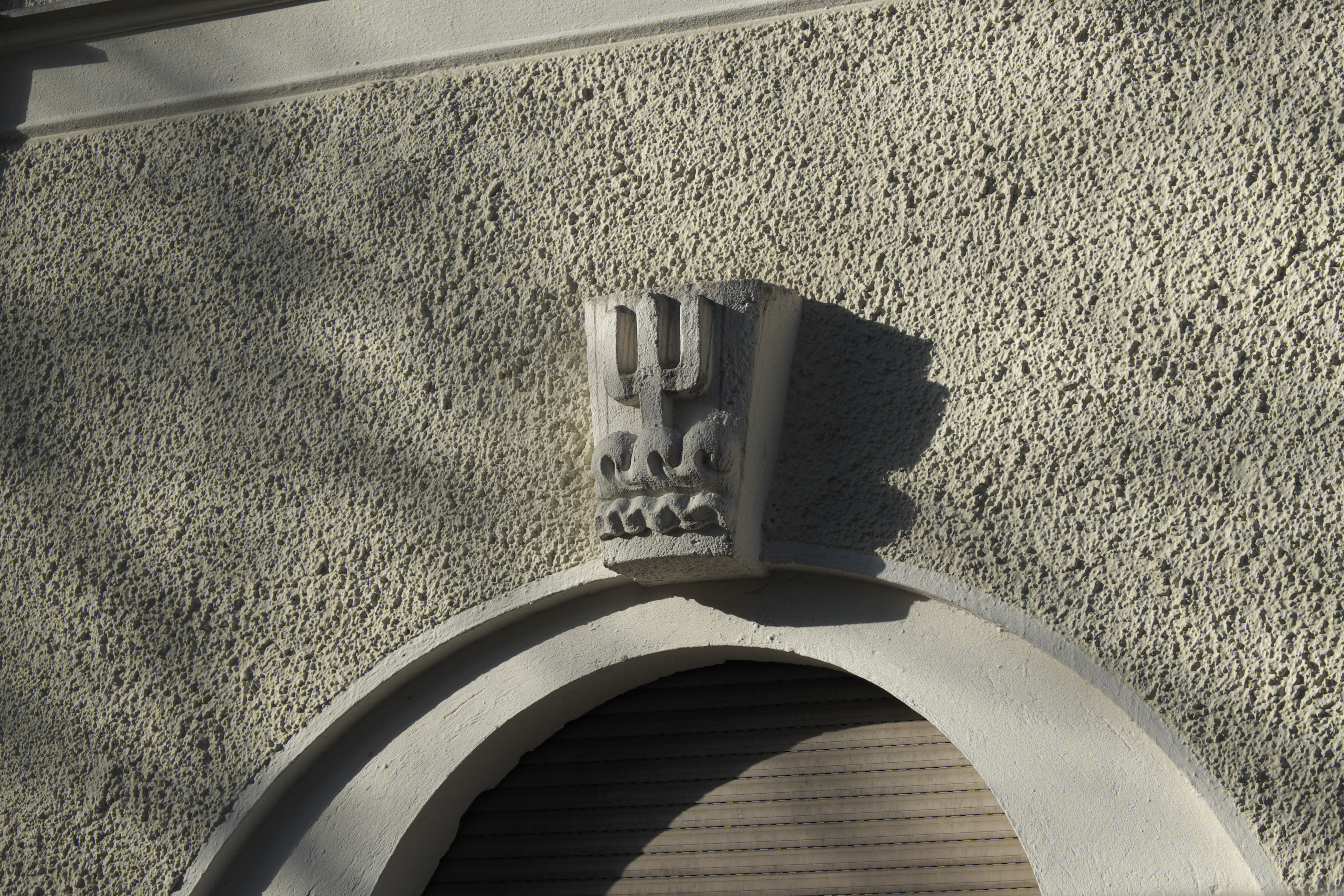
Agraffe
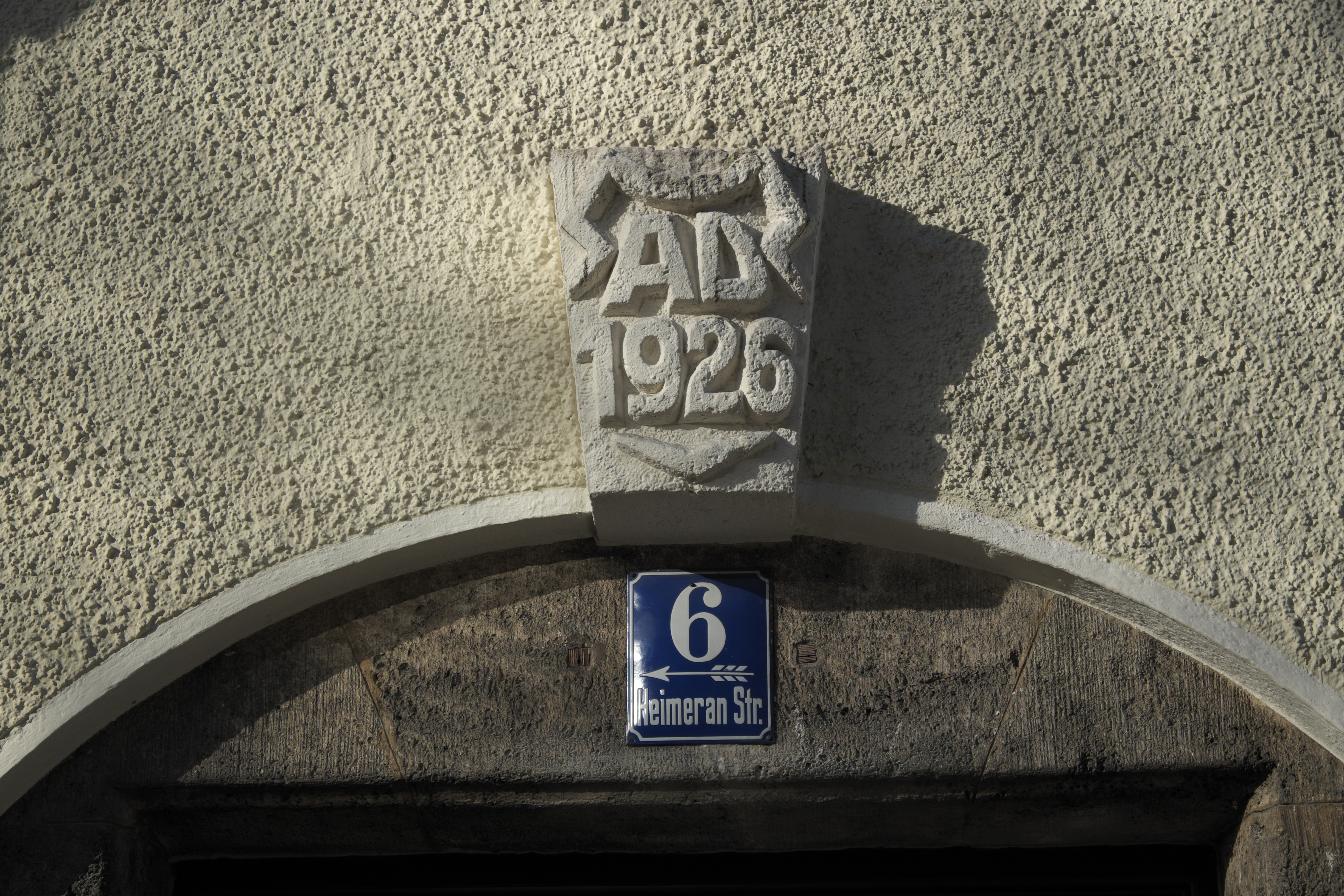
Agraffe mit der Jahreszahl 1926
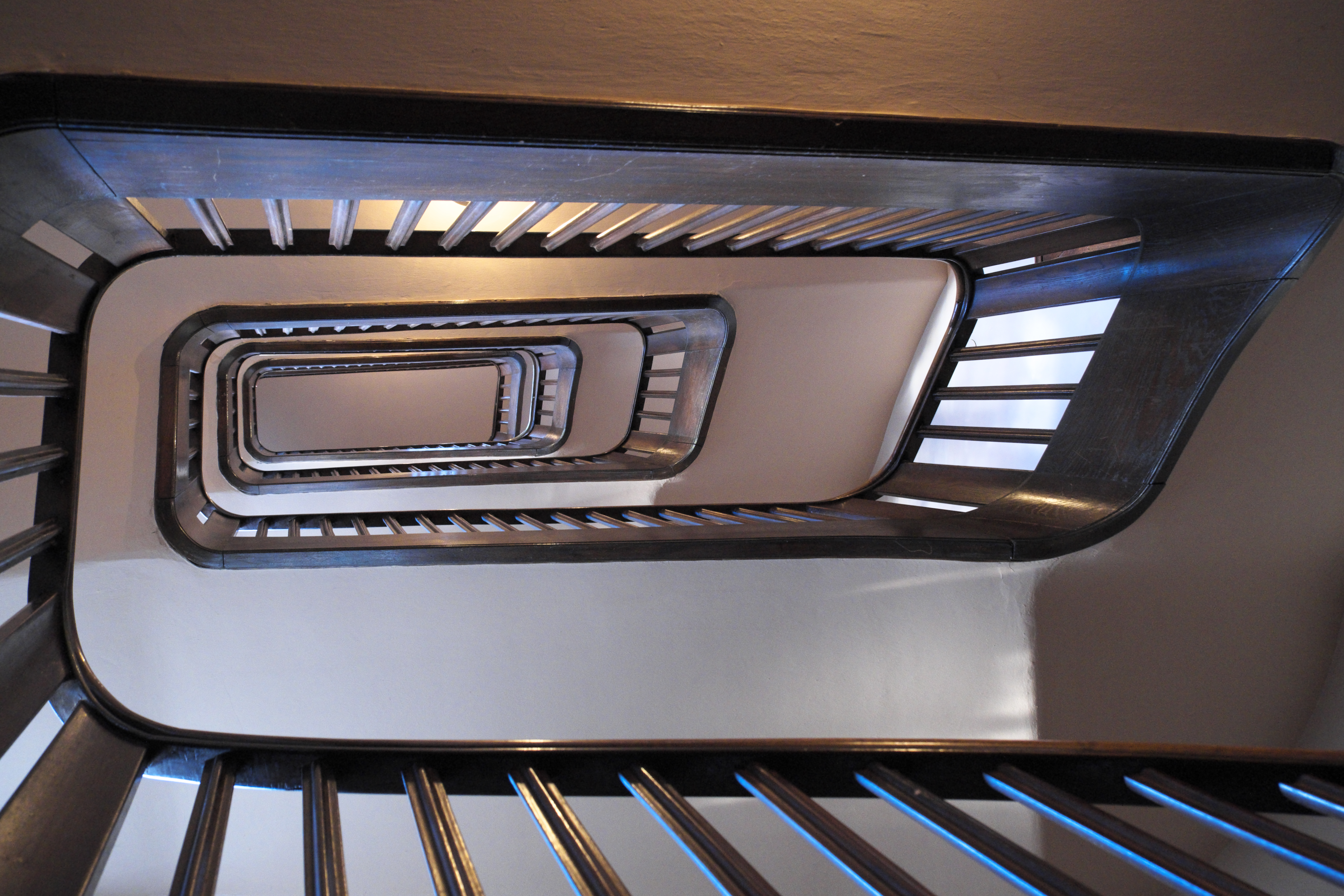
Treppenhaus